# Rosa das areias

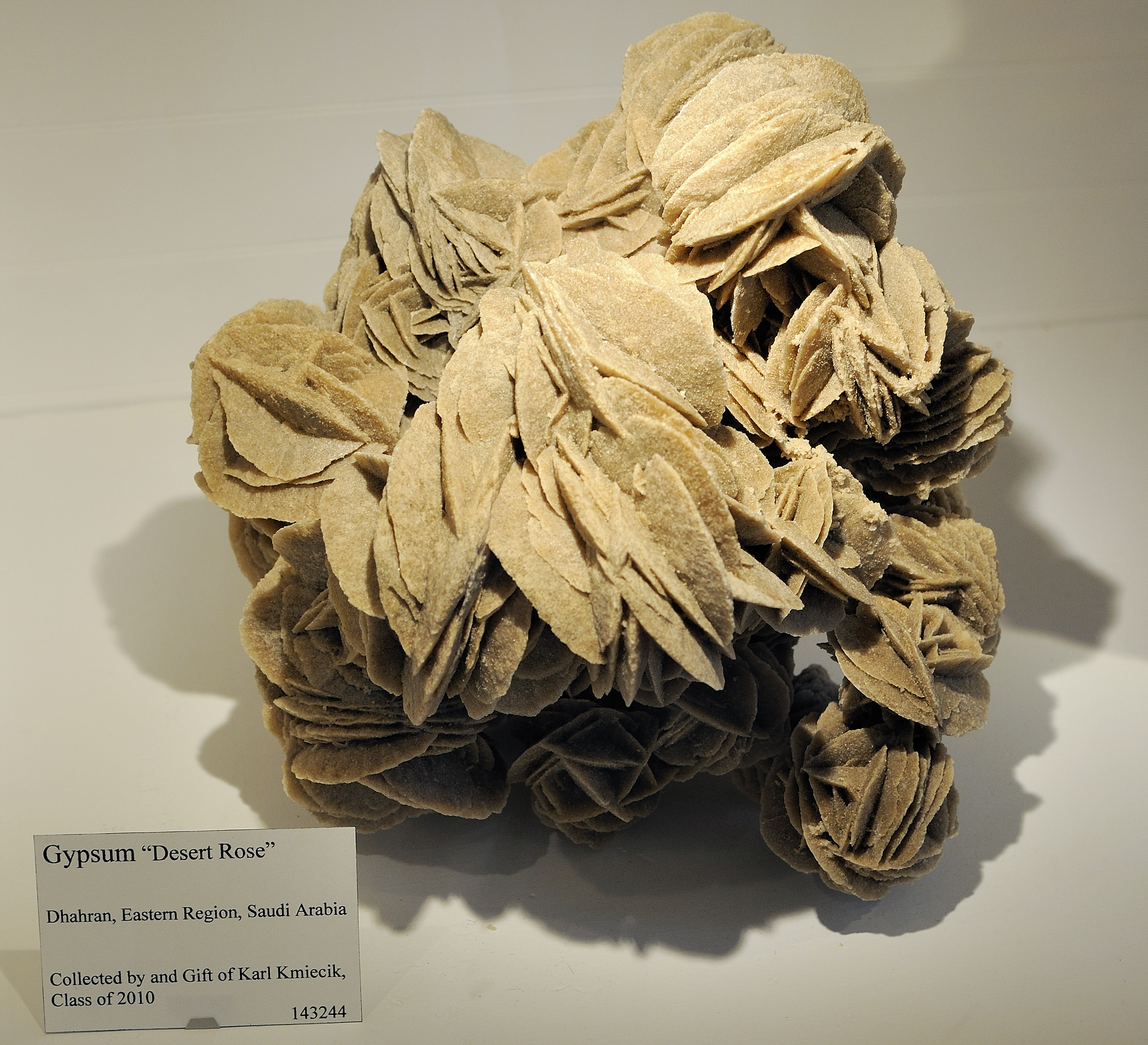
"Rosa do deserto" do leste da Arábia Saudita

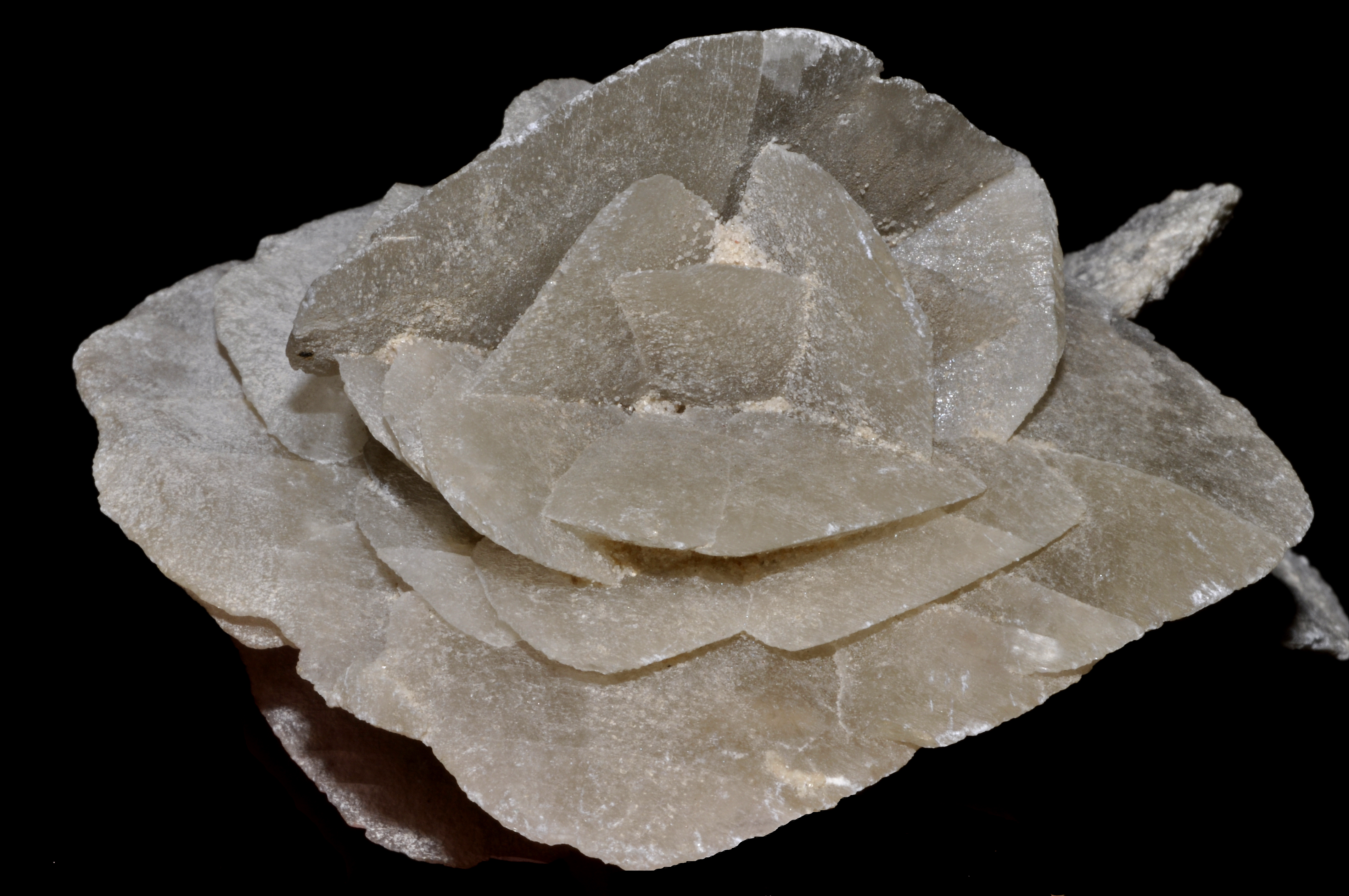
"Rosa das areias" de Marrocos

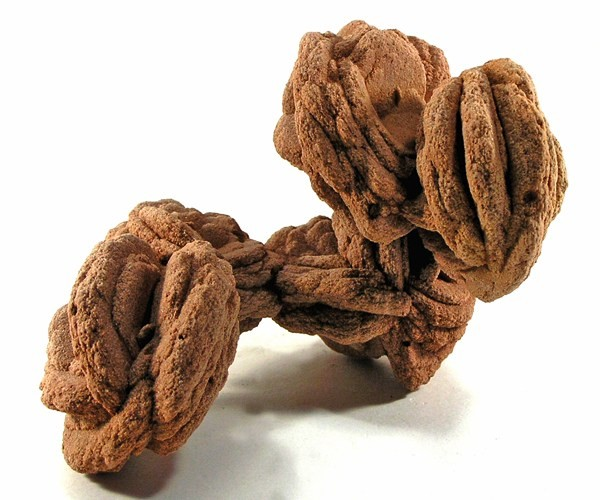
Exemplar de rocha rosa (rose rock), a rocha oficial do estado norte-americano de Oklahoma

Rosa das areias ou rosa do deserto são designações coloquiais dadas a rochas evaporíticas, formadas nos desertos quentes. Formam cristais lenticulares de grande beleza que lembram pétalas duma flor, o que está na origem do nome. Devido à sua composição, poderiam ser usada na construção, mas o seu conteúdo de areia inviabiliza esse tipo de uso, pelo que o seu interesse é puramente ornamental ou decorativo.
As rosas do deserto mais comuns são compostas basicamente por gipsita e areia (sulfato de cálcio), mas também existem algumas compostas por barita e areia. Formaram-se pela deposição em ambientes áridos e quentes devido à evaporação de águas infiltradas, marinhas ou lacustres ricas em sais. Durante o processo de cristalização, estes incorporam inúmeros grãos de areia, o que dá à rocha o seu aspeto particular, semelhante a flores, com "pétalas" com bordos afiados. Por ser comum serem desenterrados pela ação da urina dos dromedários, durante muito tempo acreditou-se que eram produzidos por essa urina.
A sua cor varia conforme a da areia que lhe deu origem. O mais usual é ser cor de areia escura, mas há também brancas no Saara tunisino, cor de fogo no Saara argelino e negras na Argentina. O tamanho das "rosas" pode variar de alguns centímetros até um metro ou mais.
Encontra-se em quase todas as zonas da Terra com clima desértico com solo arenoso rico em gipsita. No entanto, as de maior beleza encontram-se no deserto do Saara. Algumas das principais jazidas conhecidas situam-se na Argélia e Tunísia, Espanha (Fuerteventura, nas ilhas Canárias; Canet de Mar, na Catalunha; La Almarcha, Cuenca) e nos Estados Unidos Cochise, Arizona).
A chamada rose rock (rocha rosa), é um tipo específico de rosa do deserto de cor vermelha à base de barito, que se encontra sobretudo no estado norte-americano de Oklahoma, onde desde 1968 é considerada a rocha do estado.
As rosas do deserto por vezes apresentam pontas cortantes, que podem danificar os pneus de veículos.[carece de fontes?]

## Notas e fontes

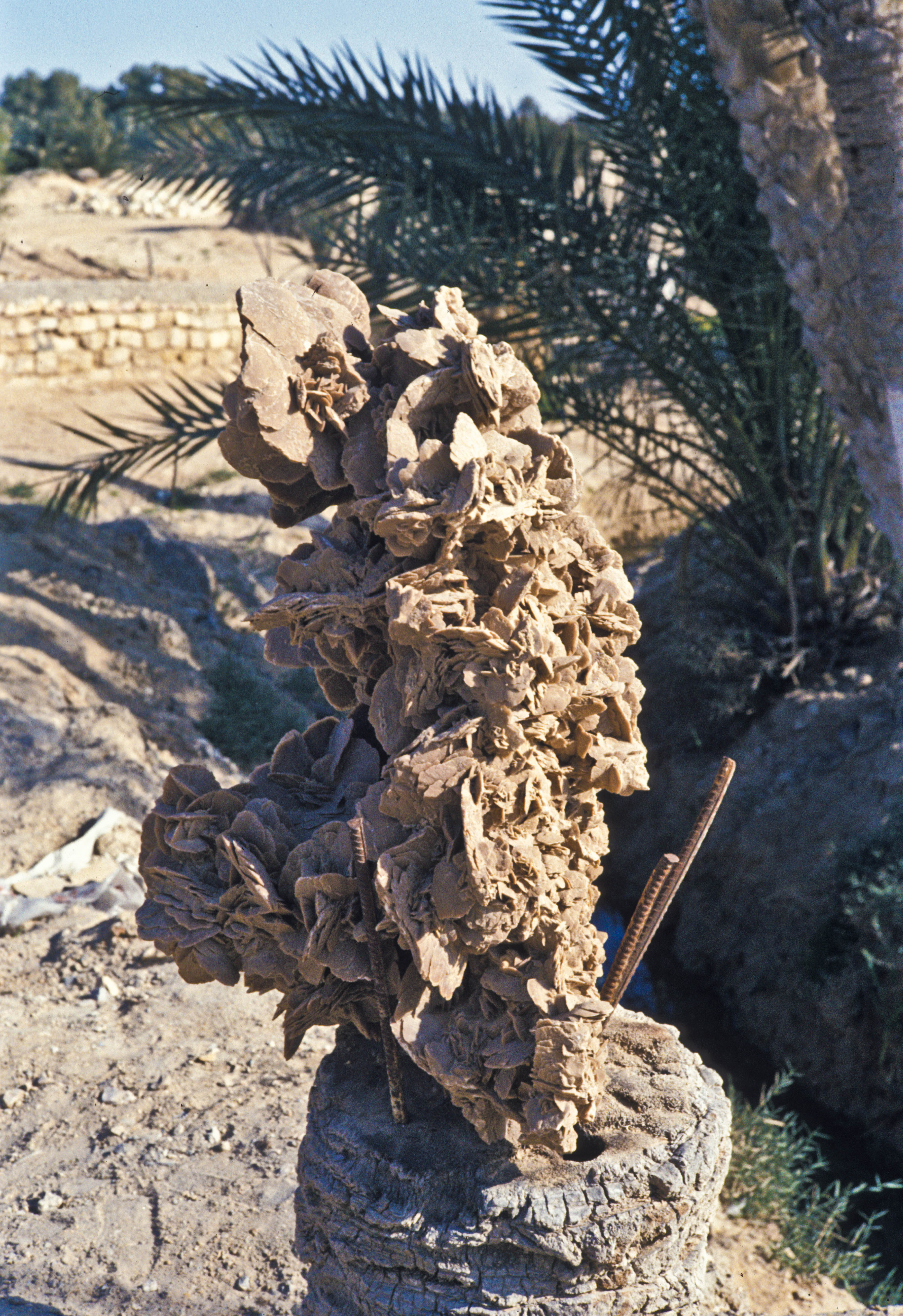
Rosa das areias de grandes dimensões na Tunísia